# Фазола-Пигоцо (Верона)
Фазола-Пигоцо је насеље у Италији у округу Верона, региону Венето.
Према процени из 2011. у насељу је живело 45 становника. Насеље се налази на надморској висини од 121 м.